# 紅色HERO
『紅色HERO』（べにいろヒーロー、Crimson Hero））は、『別冊マーガレット』（集英社）に2003年から2011年まで連載されていた高梨みつばによる少女漫画作品。全20巻。

## あらすじ
神奈川・箱根の老舗料亭である「清流」を営む住吉家に生まれたのばら。清流の後継ぎとして母親や祖母に期待されるが、のばらは高校に入学したらバレーボール部に集中しようと決めていた。しかし、母親の根回しにより、バレー部は廃部寸前。周囲に反発して家出をし、おばである高校の保健医・桃子に泣きつくがのばらに用意された住処はバレーボール特待生用男子寮。男嫌いなのばらであったが、バレー部を再建するために奮起する。だがバレーボール部再建はそう簡単にはいかず…

## 登場人物

### 紅野高校女子バレー部とその関係者
住吉 のばら（すみよし のばら）
紅野高校普通科1年（西原2中）、身長175cm、ポジション=レフト、背番号4。料亭の長女で、バレー大好きな元気娘。男勝りだが、優しい性格で友達思い。身なりのせいで男に間違われるものの美人。恋には興味がなかったはずが、徐々に「好きの気持ち」に気付いていく。
持田 綾子（もちだ あやこ）
紅野高校2年、身長171cm、ポジション=レフト、背番号2。いつもお菓子を食べている。アタッカーであるがサボり癖があり、弱気になることもある。現在は副キャプテン。
鈴城 結（すずしろ ゆい）
紅野高校3年、身長166cm、ポジション=セッター、背番号1。前キャプテンで現在は女子バレー部のマネージャー。同じ紅野高校男子バレー部前キャプテンの3年生高橋とつき合っている。
後藤 京香（ごとう きょうか）
紅野高校1年、身長165cm、ポジション=ライト、背番号5。バレー経験者。教師の家庭に育ち学業とバレーとの両立に悩むが、春高に行きたいという夢を持つ。
小溝 玲奈（こみぞ れな）
紅野高校1年、ポジション=センター、背番号6。のばらにあこがれてバレーを始める。身長が148cmしかないが、必死に努力して上達している。中学時代テニスをやっていたのでレシーバーとしての反射神経はいい。
桜坂 智世（おうさか ともよ）
紅野高校2年（京成中）、身長172cm、ポジション=ライト→セッター、背番号3→1。元全日本ジュニアバレーのセッター。ケガでバレーをやめていたが、のばら（と灰吹）の必死の説得により復帰する。責任感が強く、現在は頼りにされるキャプテン。灰吹の元彼女。
野田 加奈子（のだ かなこ）
紅野高校1年（西城中）、身長181cm、ポジション=センター、背番号3。中学のハイジャンプチャンピオン。明るくて負けず嫌い。祐信に近づく目的で入部したが、途中でバレーに夢中になり恋のことは忘れている。友達が多い。
嶋 文（しま ふみ）
31歳。女子バレー部に監督として赴任。春高経験者。舞台女優が好き。良（りょう）は実弟。
八重（やえ）、池谷 美加子（いけや みかこ・みっこ）、じゅん
野田加奈子の友達。後に八重は中学時代バスケ部のエースだったことから、むりやり控え選手のいない紅野の女子バレー部員にさせられる。

### 紅野高校男子バレー部
熊谷 祐信（くまがい ゆうしん）
紅野高校体育科1年（徳河中）、バレーボール特待生。身長188cm（高校入学後3cm伸びて現在191cm）、ポジション=レフト、背番号14→1。里美との恋に終わりが来て、バレー一筋に。誰に対しても分け隔てなく無差別の応援をする。現在は1年生ながら男子バレー部キャプテンである。何事にも熱血すぎることをのばらは心配している。
灰吹 圭介（はいぶき けいすけ）
紅野高校体育科1年（京成中）、身長187cm（高校入学後2cm伸びて現在189cm）、ポジション=レフト、背番号12→4。小さい頃は喘息で苦しむ。小学校の頃にのばらとクラスメートになり今も変わらず想いを寄せるが、伝わらないもどかしさからある行動を取り、のばらを悲しませる。
市葉 友典（いちば とものり）
紅野高校体育科1年（京成中）、身長182cm、ポジション=セッター、特待生寮のメンバー。すぐに涙を見せ弱々しい所があるが、いつものばらの味方である。現在は副キャプテンである。
土屋 直人（つちや なおと）
紅野高校体育科1年（徳河中）、身長186cm、ポジション=センター、背番号5。特待生寮のメンバー。いつもポテトチップを食べている。マンガとゲームが好き。祐信と灰吹の様子をうかがいつつも、祐信に協力的。
高橋 和也（たかはし かずや）
紅野高校3年、前男子バレー部キャプテン、背番号1。今は同じ3年生の前女子バレー部キャプテンの鈴城とつき合っている。
吉沢 章（よしざわ あきら）
紅野高校2年、男子バレー部員で高橋の後釜でキャプテンになったが、3年生が引退し新レギュラーが全て1年生であることに不満を持ち、橘以外の他の2年生部員とともに退部する。
橘 正人（たちばな まさと）
紅野高校2年、男子バレー部員で万年補欠だがバレーが好きで吉沢達の退部の誘いを断り、暴行される。
宮原 誠（みやはら まこと）
紅野高校1年、男子バレー部のマネージャー。桜坂智世が好き。
藤間（とうま）
男子バレー部の監督。

### 住吉家の人々
住吉 静子（すみよし しずこ）
のばらの母。料亭「清流」の現女将。当初はのばらを「清流」の次期女将にすることしか頭になく、のばらのバレーに対する気持ちも否定するばかりだったが、のばら自身の熱意や妹の爽香の説得もあり、高校卒業までバレーをすることを許すことになる。
住吉 桃子（すみよし ももこ）
のばらの叔母。紅野高校の保健医で、バレー部のコーチ。住吉家とは仲が悪い。のばらに協力的で温かく見守っ ている。
住吉 爽香（すみよし そうか）
のばらの妹。のばらとは対照的で、女の子らしい。バレーボールに熱中する姉を応援している。
住吉 のばらの父（すみよし のばらのちち）
料亭「清流」の板長で、婿養子。のばらのことは陰ながら応援している。
住吉 のばらの祖母（すみよし のばらのそぼ）
のばらの母・静子の実母。のばらがバレーをすることにはいい顔をしていない。

### その他
阿部 里美（あべ さとみ）
中学からの祐信の彼女で当時のバレー部マネージャー。ある事件がきっかけで祐信とは別れることに。
嶋 良（しま りょう）
20歳。中央宗海大バレー部、2回生、身長176cm。地元ではイーグルスのアタッカー。春高ではのばらが憧れた「鳥」の選手だった。嶋（姉）に頼まれ、のばらを特訓する。将来の夢は海外のプロ。
庄司 悦子（しょうじ えつこ）
バレー全日本代表選手。高2。名門矢部商に通う。のばらの才能を認め、全日本代表にのばらを推薦するが…。
林田（はやしだ）
同じく矢部商バレー部セッター。桜坂に憧れたが、セッターとして力をつけてきた。のばらに対して強い反発心を抱く。
麻生（あそう）
灰吹の従兄弟で月刊集英VBの記者。
坂本 和泉（さかもと いずみ）
愛友学院高の2年生。
八雲 忍（やくも しのぶ）
深沢西北高の2年生。
神村 蕾（かみむら らい）
開徳高の2年生。身長182cm、ポジション=センター、背番号1。
相馬 柊子（そうま とうこ）
開徳高の1年生。背番号9。
神村 鈴花（かみむら りんか）
5歳年上の神村 蕾の姉。東京聖華高の卒業生で現在はVリーガー、ポジション=センター。
金城姉妹（かねしろしまい）